# Burg Neuhaus (Neuhaus-Schierschnitz)
Die Burg Neuhaus ist die Ruine einer Höhenburg auf 365 m ü. NN in Neuhaus-Schierschnitz in Thüringen. Sie war im 13. Jahrhundert Sitz des Adelsgeschlechts der Schaumberger.

## Geschichte

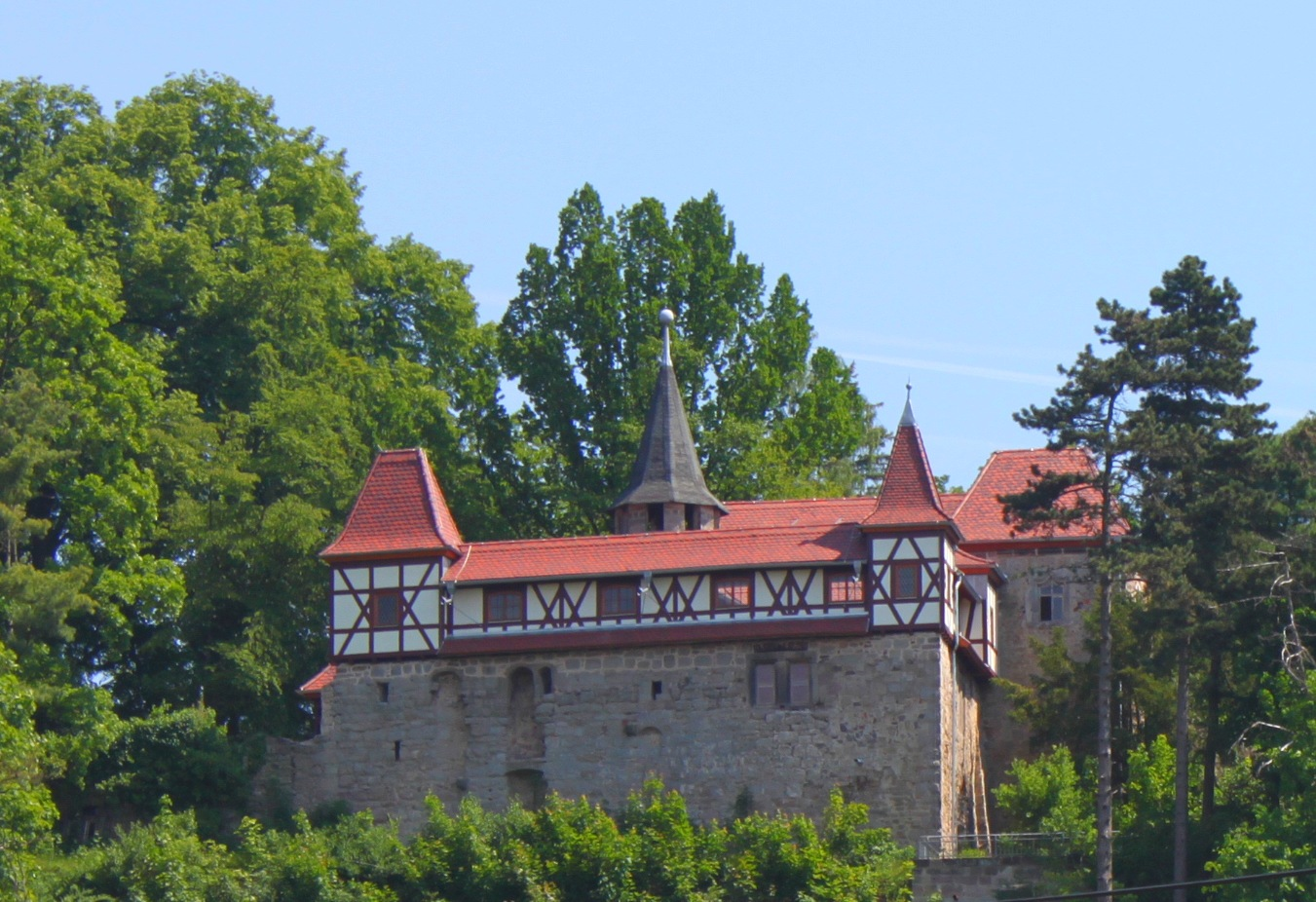
Burg Neuhaus

Die Burg Neuhaus entstand vermutlich im 13. Jahrhundert als das Newe Hus der Herren von Schaumberg, die mit der in ihren Ausmaßen eher bescheidenen Anlage ihre Interessen in diesem Teil ihres Herrschaftsbereiches gegenüber den ebenfalls in der Region engagierten Vicedomini von Würzburg absicherten und einen alten Heer- und Handelsweg von Leipzig nach Nürnberg kontrollierten. Um 1310 Allodialbesitz des Eberhard von Schaumberg, ging die Burg 1317 an die gefürstete Grafschaft Henneberg über, zu deren Lehensträgern die Schaumberger wurden. Die Burg war Sitz eines kleinen Halsgerichtsbarkeitssprengels. 1355 wurde sie mit der Übernahme der Pflege Coburg durch das Haus Wettin Vogtei, Justiz- und Verwaltungssitz des sächsischen Amtes Neuhaus.
Zur Zeit der Amtmannsschaft der Herren von Gottsmann wurde die Burg Neuhaus deren Mannlehen. Kunz Gottsmann (um 1482–1542) und Hans Friedrich Gottsmann (1532–1611) bauten die mittelalterliche Burganlage zu einem repräsentativen Adelssitz aus. Nach deren Aussterben fielen Burg und Amt an den Lehenshof des Herzogtums Sachsen-Coburg, des damaligen Landesherren.
Im Dreißigjährigen Krieg war die militärisch unbedeutende Anlage kurzzeitig Sitz des Stabes und Proviantmagazin der schwedisch-coburgischen Truppen, die das katholische bambergische Kronach und die Festung Rosenberg belagerten. Aus Rache wurde die Burg mitsamt dem Marktflecken 1634 von den siegreichen kaiserlichen Verbündeten der Bamberger, insbesondere von kroatischen Söldnern, zerstört.
In den folgenden Jahrhunderten wurde die Burg als Steinbruch genutzt, Teile wurden zur Zehnt- und Vorratsscheune des benachbarten sachsen-meiningischen Amtshauses umgebaut. Nach der endgültigen Auflösung des Amtes Neuhaus 1829 verfiel die Ruine. 1903/1904 ließ der Sonneberger Großkaufmann und Bankier Baron Hermann von Walther, der das Amtshaus zu einem „Schloss“ im Neo-Renaissance-Stil umgestaltete, romantisierende Fachwerkaufbauten im Nürnberger Stil auf die Burgmauern aufsetzen. Von den 1960er Jahren bis zu seiner Auslagerung 1980 war auf der Burg das Heimatmuseum der Gemeinde Neuhaus-Schierschnitz untergebracht. Heute ist sie im Besitz des DRK-Landesverbandes Thüringen.

## Erhaltungszustand 2010
Die Anlage ist durch Verfall und Vandalismus gefährdet. Die Bausubstanz muss grundlegend gesichert werden. Im Jahr 2013 wurde ein Verein zur Pflege und Erhaltung der Burg gegründet. Hierzu werden immer wieder kleinere Feste veranstaltet, so z. B. Anfang August 2018 ein Mittelalter-Festival.